# 南湖洲镇
南湖洲镇，中华人民共和国湖南省岳阳市湘阴县下属的一个镇，位于湘阴县西部，资水尾闾。

## 建制沿革
- 1956年，设南湖乡；
- 1958年，属卫星公社；
- 1960年，分设南湖公社；
- 1984年，改置南湖洲镇；
- 1995年，胭脂乡、赛头乡、和平乡并入。

## 行政区划
南湖洲镇下辖3个居委会与38个行政村，及4个管理区：
- 中心居委会、建民居委会、南湖居委会
- 南湖村 ～202 121中心村、民兴村、杨柳村、长福村、长丰村、芷泉村、联盟村、干堤村、新太村 ～211 122南边村、燎原村、大淋村、光明村、新塘口村、永成村、乐兴村、赛马村、新坪村、莲塘村、白竹村、焦潭村、绥乐村、新港村、谷贻村、大兴村、湘坪村、合兴村、建民村、东仓村、毛角村、杨家坝村、洋沙村、东兴村、泉水村、黄口潭村、大湾村、草湾村